# Heinrich Menu von Minutoli
Pour les articles homonymes, voir Minutoli.
Heinrich Menu von Minutoli, né le 12 mai 1772 à Genève et mort le 16 septembre 1846 à Berlin, est un lieutenant-général des armées du royaume de Prusse, un explorateur et un archéologue prussien d'origine genevoise.

## Biographie
Johann Heinrich Karl Menu est le fils de Daniel Menu (1732-1811) et d'Isabelle von Lucadou (1739-1816). Il est créé baron Menu von Minutoli en 1820 dans la noblesse de Prusse (la famille genevoise Menu descendant de la famille noble napolitaine Minutoli, arrivée de Lucques à Genève au XVIIe siècle, qui francise son nom). De 1823 à 1833, Minutoli, succédant à Isaac-Augustin Joseph, devient propriétaire à Lausanne d'une maison de campagne appelée Fantaisie au Bois-de-Vaux, dont il transforme l'intérieur dans le style Empire, et agrandit avant 1826 le bâtiment des communs, avec logement de vigneron.

## Archéologue
Féru d'archéologie, Minutoli effectue de nombreux voyages à l'étranger. En 1820, il est chargé de la direction d'une expédition aux frais du gouvernement égyptien. Il en revient avec de nombreuses œuvres d'art, dont une très grande partie est perdue lors d'un naufrage : les autres ornent aujourd'hui le musée égyptien de Berlin.

## Famille
Minutoli épouse en 1801 Charlotte von Woldeck (1781-1863), la fille du lieutenant général Alexander Friedrich von Woldeck (1720-1795) et de Luise Ernestine von Weltzien (de) (1766-1834). Il a avec elle trois fils :
- Adolph (de) (1802-1848), maréchal de la cour à Meiningen
- Julius (1804-1860) notamment chef de la police de Berlin et ambassadeur à la cour de Perse marié avec Mathilde baronne von Rotenhan (née en 1812)
- Alexander (de) (1806-1887), fonctionnaire prussien, collectionneur d'art, fondateur du 1er musée des arts décoratifs du monde (1844), marié
  - en 1855 avec Fanny Albertine Possart (1830-1861), deux filles : Anna (1856-1936) et Clara (1857-1872).
  - en 1863 avec Bertha Possart

## Publication
- Reise zum Tempel des Jupiter Ammon und nach Oberägypten, Berlin, 1824.